# Huff (Texas)
Huff (nota anche come Hufftown) è una città fantasma degli Stati Uniti d'America, nello stato del Texas, nella Contea di Archer. Fa parte della Wichita Falls metropolitan area.

## Geografia
Huff è percorsa dalla State Highway 79, ed è situata ad 8 miglia a sud di Lakeside City, nella parte nord-orientale della contea di Archer.

## Storia
Il suo nome deriva dall'avvocato ferroviario Charles C. Huff. Durante il periodo 1909-1913 fu in servizio a Huff un ufficio postale.